# 金·格雷厄姆
金·格雷厄姆（英語：Kim Graham，1971年3月26日—），美国女子田径运动员，主攻短跑。她曾代表美国参加1996年夏季奥林匹克运动会田径比赛，获得女子4×400米接力金牌。